# James Patrick Donleavy
James Patrick Donleavy (Brooklyn, Nueva York; 23 de abril de 1926-Mullingar, Condado de Westmeath; 11 de septiembre de 2017) fue un escritor, novelista y dramaturgo estadounidense de origen  irlandés .

## Biografía
Hijo de emigrantes irlandeses, luchó durante la Segunda Guerra Mundial en la Armada estadounidense. Posteriormente se trasladó a Irlanda y adquirió la nacionalidad de este país. En 1946 comenzó estudios en el Trinity College de Dublín, que abandonó en 1949, antes de recibirse.
Vivió en Levington Park, cerca de la ciudad de Mullingar. En 1946 se casó con Valerie Heron, con quien tuvo dos hijos: Philip (1951) y Karen (1955). Se divorciaron en 1969. En 1970 se casó con Mary Wilson Price, de quien se divorció en 1989.
En 2016, el Trinity College Dublin le otorgó un doctorado honorífico.

## Obras
- 1955 - The Ginger Man (Novela)
- 1961 - What They Did in Dublin, with The Ginger Man (Obra de teatro)
- 1961 - The Ginger Man (Obra de teatro)
- 1961 - Fairy Tales of New York (Obra de teatro)
- 1963 - A Singular Man
- 1964 - Meet My Maker the Mad Molecule (relatos)
- 1965 - A Singular Man (Obra de teatro)
- 1966 - The Saddest Summer of Samuel S (Nouvelle)
- 1968 - The Beastly Beatitudes of Balthazar B (Novela)
- 1971 - The Onion Eaters (Novela)
- 1972 - The Plays of JP Donleavy
- 1973 - A Fairy Tale of New York (Novela)
- 1974 - J.P. Donleavy: The Plays
- 1975 - The Unexpurgated Code: A Complete Manual of Survival & Manners (Obra de no ficción)
- 1977 - The Destinies of Darcy Dancer, Gentleman (Novela)
- 1979 - Schultz (Novela)
- 1983 - Leila (Novela)
- 1984 - De Alfonce Tennis... (Novela)
- 1986 - J.P. Donleavy's Ireland... (No ficción)
- 1987 - Are You Listening Rabbi Löw (Novela)
- 1989 - A Singular Country (No ficción)
- 1990 - That Darcy, That Dancer, That Gentleman (Novela)
- 1994 - The History of the Ginger Man (No ficción)
- 1995 - The Lady Who Liked Clean Rest Rooms
- 1997 - An Author and His Image (obras cortas y no ficción)
- 1998 - Wrong Information is Being Given Out at Princeton (Novela)

## Traducciones al español
- Cuento de hadas en New York, Sudamericana, 1974
- Hombre de mazapán, Sudamericana, 1976
- Las bestiales bienaventuranzas de Balthazar B., Bruguera, 1983
- Un hombre singular, Edhasa, 1989. ISBN 9788435008051. Trad. Lucrecia Moreno de Sáenz.
- Nuestra señora de los váteres inmaculados, Edhasa, 1998